# Ebhul elegans
Ebhul elegans är en insektsart som beskrevs av William D. Funkhouser 1929. Ebhul elegans ingår i släktet Ebhul och familjen hornstritar. Inga underarter finns listade i Catalogue of Life.